# سی‌ول
سی‌ول (به انگلیسی: Sywell) یک روستا و محله مدنی در بریتانیا است که در Wellingborough واقع شده‌است. سی‌ول ۷۹۲ نفر جمعیت دارد.